# インターネット用語一覧
インターネット用語一覧（インターネットようごいちらん）は、通信分野の中で特にインターネットに関する用語を五十音順に列挙した目次である。
- その他の総合目次に関する項目
  - 情報・通信・コンピュータ一覧の一覧
  - 通信用語一覧
  - コンピュータ用語一覧

## ア行
- アイデンティティプロバイダ
- アウトバウンドトラフィック
- アクセスポイント（無線LAN）
- アクセスポイント (ISP)
- アドウェア
- 暗号化

- イーサネット
- インターネット
- インターネットアーカイブ
- インターネットエクスチェンジ（IX）
- インターネットオークション
- インターネットカフェ
- インターネット現象の一覧
- インターネットコミュニティ
- インターネット・サービス・プロバイダ（略称ISP、プロバイダ）（サービス）
- インターネットショッピング（サービス）
- インターネットテレビ
- インターネット・ミーム
- インターネットラジオ
- インターネット・リレー・チャット（IRC）
- イントラネット

- ウィキ
- ウィキペディア (Wikipedia) （百科事典）
- ウイルス→コンピュータウイルス
- ウェブサイト
- ウェブサーバ
- ウェブディレクトリ
- ウェブ日記
- ウェブログ
- ウェブブラウザ
- ウェブページ

- エアーエッジ（AirEDGE、旧称AirH"）（ウィルコム（旧DDIポケット）のサービス）
- オーセンティケータ

- オープンコンテント
- オープンリゾルバ
- オンライン
- オンラインゲーム
- オンライン作家
- オンライン小説

## カ行
- 河蟹
- 仮想プライベートネットワーク (VPN)
- 韓国のインターネット
- 完全修飾ドメイン名

- 共通鍵暗号

- グーグル (Google) （検索サービス）
- クッキー
- グループウェア
- クロスサイトスクリプティング（セキュリティ）
- クロスポスト

- 掲示板（サービス）
- ゲートウェイ
- 検索エンジン（サービス）

- 広域イーサネット
- 国際化ドメイン名
- コンテンツ管理システム (CMS)
- コンピュータウイルス（セキュリティ）
- コンピュータセキュリティ
- コンピュータネットワーク

## サ行
- サーバ
- サイバーテロ
- サイバーモール
- サブネットマスク

- 社会的ネットワーク
- 情報格差
- 情報機器
- 情報技術 (IT)
- 情報教育
- 情報セキュリティポリシー
- 情報リテラシー

- スイッチングハブ（機器）
- ストレージエリアネットワーク
- スパイウェア
- スパムメール（迷惑メール）

- セキュリティ
- セキュリティホール

- ソーシャル・ネットワーキング・サービス（SNS）

## タ行
- ダイナミックドメインネームシステム（ダイナミックDNS）
- ダイナミックHTML
- ダイヤルアップ接続
- 端末

- チャット（サービス）

- ツイストペアケーブル（機器）

- 出会い系サイト
- デジタル・デバイド（情報格差）
- データ通信
- 電子掲示板（BBS）
- 電子商店街
- 電子商取引（Eコマース）
- 電子図書館
- 電子マネー
- 電子メール
- 電子メールクライアント
- 電子モール

- プロトコル
- 通信プロトコル

- ディレクトリ・サービス（サービス）
- デビットカード（決済サービス）

- 同軸ケーブル（機器）
- トークンリング（ネットワーク）
- トップレベルドメイン
- トップレベルドメイン一覧
- DNSサーバ（ドメインネームサーバ）
- ドメイン名
- トラックバック
- トロイの木馬（セキュリティ）

## ナ行
- ナローバンド
- 日本ネットワークインフォメーションセンター (JPNIC)
- 日本レジストリサービス (JPRS)
- ニュースグループ
- 認証
- ネチケット
- ネチズン
- ネット銀行
- ネットニュース
- ネット配信
- ネットワーク
- ネット友 - コミュニティサイト、SNS、掲示板、チャットなどで知り合い、インターネット上で友人となった人間のことを表す。
- ネットワーク構成
- ネットワーク層

## ハ行
- ハイパーテキスト
- ハイパーリンク
- パケット通信
- パソコン通信
- ハッカー（セキュリティ）
- バッファオーバーラン（セキュリティ）
- ハブ

- ピア・ツー・ピア
- 光ケーブル（機器）
- 光ファイバ
- 標準化団体

- ファイアウォール（セキュリティ）
- ファイル共有ソフト
- フィッシング（詐欺）
- プッシュ型電子メール
- ブラウザ
- ブリッジ
- フレッツ（NTTのサービス）
- プロキシ
- ブログ (Blog)
- ブロードキャスト
- ブロードバンド
- プロバイダ→インターネット・サービス・プロバイダ

- 河蟹 (ホーシエ)
- ホスティングサーバ
- ホスト名
- ボーダフォンライブ (Vodafone live!) （ボーダフォンのサービス）
- ポータルサイト
- ホットスポット（無線LANの接続場所）
- ポート
- ホームページ

## マ行
- マルチキャスト
- マルチポスト

- ミラーサイト

- 無線LAN

- 迷惑メール
- メーラー（メールソフト、メールクライアント）
- メーリングリスト
- メールサーバ
- メールマガジン
- モノのインターネット

## ヤ行
- ユニキャスト
- ユビキタスコンピューティング

## ラ行
- リスクベース認証
- リンク切れ
- ルーター（機器）
- ルートサーバ
- レイヤ3スイッチ
- レンタルサーバ→ホスティングサーバ

## ワ行
- ワーム

## 数字
- 10BASE-T（プロトコル）
- 100BASE-TX（プロトコル）

## A
- ADSL（Asymmetric Digital Subscriber Line: 非対称デジタル加入者線）（プロトコル、サービス）
- ARP (Address Resolution Protocol)（プロトコル）
- AirEDGE（エアーエッジ、旧称AirH"）（ウィルコム（旧DDIポケット）のサービス）
- Apache HTTP Server（Webサーバソフト）
- ARPANET（アーパネット）

## B
- BlackBerry
- blog（ブログ、ウェブログ）
- BOOTP (Bootstrap Protocol)（プロトコル）
- bps (bits per second) （通信量の単位）
- BBS（電子掲示板）

## C
- ccTLD（トップレベルドメイン）
- CDN（コンテンツデリバリーネットワーク）
- CSMA/CA (Carrier Sense Multiple Access/Collision Avoidance)（プロトコル）
- CSMA/CD (Carrier Sense Multiple Access/Collision Detection)（プロトコル）
- CSS (Cascading Style Sheets)（データフォーマット）

## D
- DHCP (Dynamic Host Configuration Protocol)（プロトコル）
- DNS (Domain Name System)（プロトコル）
- DNSサーバ
- DNSの再帰検索
- DoPa
- DoS攻撃 (Denial of Service attack)（セキュリティ）
- DSL（Digital Subscriber Line: デジタル加入者線）

## E
- Eコマース
- Eメール
- Ethernet → イーサネット
- EZweb（au・ツーカー携帯のサービス）

## F
- FREESPOT
- FTP (File Transfer Protocol)（プロトコル）
- Firefox（ブラウザ）
- FTPサーバ
- FTTH (Fiber To The Home)
- FQDN (Fully Qualified Domain Name)

## G
- Google（検索サービス）
- GPKI
- gTLD→トップレベルドメイン

## H
- HTML (HyperText Markup Language)（データフォーマット）
- HTTP (Hypertext Transfer Protocol)（プロトコル）
- HTTPS（プロトコル）

## I
- IANA (Internet Assigned Numbers Authority)（機関）
- ICANN (The Internet Corporation for Assigned Names and Numbers)（機関）
- ICMP (Internet Control Message Protocol)（プロトコル）
- IEEE - 米国電気電子学会
- IEEE 802.11 （無線LANの規格）
- IEEE 802.11a （無線LANの規格）
- IEEE 802.11b （無線LANの規格）
- IEEE 802.11g （無線LANの規格）
- IETF (Internet Engineering Task Force)（標準化機関）
- Internet Explorer（インターネット エクスプローラー）（ブラウザ）
- IMAP (Internet Message Access Protocol)（プロトコル）
- IP (Internet Protocol)（プロトコル）
- IPsec
- IPv4（プロトコル）
- IPv6（プロトコル）
- IPアドレス
- IP電話
- IPマスカレード
- IRC（インターネット・リレー・チャット）
- ISDN（Integrated Services Digital Network, サービス総合ディジタル網）（通信サービス）
- ISP（インターネット・サービス・プロバイダ）（サービス）
- IX（インターネットエクスチェンジ）
- Iモード（NTTドコモのサービス）

## J
- JPNIC（日本ネットワークインフォメーションセンター）
- JPRS（日本レジストリサービス）

## L
- LAN (Local Area Network)
- LDAP (Lightweight Directory Access Protocol)（プロトコル）
- Lモード（NTTサービス）

## M
- MACアドレス (Media Access Control address)
- MAN (Metropolitan Area Network)
- Microsoft Edge（ブラウザ）
- Mozilla Firefox（モジラ・ファイアフォックス）（ブラウザ）
- MPLS (Multi-Protocol Label Switching)
- MUA（Mail User Agent）

## N
- Napster（サービス）
- NAPT (Network Address Port Translation)
- NAT (Network Address Translation)
- NNTP (Network News Transfer Protocol)（プロトコル）
- NTP（Network Time Protocol）（プロトコル）

## O
- OSI参照モデル

## P
- POS, POP3 (Post Office Protocol)（プロトコル）
- PPP (Point-to-Point Protocol)（プロトコル）
- PPPoE (PPP over Ethernet)（プロトコル）
- P2P(peer-to-peer)→ピア・ツー・ピア

## R
- RARP (Reverse address resolution protocol)（プロトコル）
- RFC (Request for Comments)
- RSS（文書フォーマット）

## S
- SMTP (Simple Mail Transfer Protocol)（プロトコル）
- SNS（Social Networking Service）（サービス）
- spam（迷惑メール）
- SSL (Secure Sockets Layer)（プロトコル）
- SSLオフロード
- SVG (Scalable Vector Graphics)（画像フォーマット）

## T
- TCP (Transmission Control Protocol)（プロトコル）
- TCP/IP（プロトコル）
- Telnet（プロトコル）
- Transport Layer Security

## U
- UDP (User Datagram Protocol)（プロトコル）
- URI (Uniform Resource Identifier)（プロトコル）
- URL (Uniform Resource Locator)（プロトコル）
- UUCP (Unix to Unix Copy Protocol)（プロトコル）

## V
- VLAN (Virtual Local Area Network)
- VPN (Virtual Private Network: 仮想プライベートネットワーク)
- VoIP (Voice over IP: IP電話)

## W
- W3C (World Wide Web Consortium) （標準化機関）
- WebDAV (Web enabled Distributed Authoring and Versioning)
- Weblog
- Wi-Fi （無線LANの規格）
- Wiki
- Wikipedia（ウィキペディア）（百科事典）
- WWW (World Wide Web)

## X
- Extensible HyperText Markup Language（データフォーマット）
- Extensible Markup Language（データフォーマット）

## Y
- Yahoo!（検索エンジン）
- Yahoo!ケータイ（ソフトバンクモバイルのサービス）
- Yahoo! BB（サービス業者）